# Sven Swinnen
Sven Swinnen (1 januari 1975) is een Belgisch voetbalcoach.

## Trainerscarrière
Swinnen moest op zijn zeventiende stoppen met voetballen vanwege blessures. Later werd hij jeugdtrainer bij KV Mechelen, de club waar hij tien jaar had gespeeld. Hij coachte er onder andere de latere profvoetballers Steven Defour en Joren Dom.
In januari 2012 volgde hij Werner Hendrickx op als hoofdtrainer van de in degradatienood verkerende vierdeklasser KFC Katelijne. Katelijne, dat seizoen met Stéphane Stassin een ex-profvoetballer in zijn rangen had rondlopen, eindigde op het einde van het seizoen op een degradatieplaats doordat Lyra TSV drie punten bijkreeg nadat FC Charleroi tegen hen een niet-speelgerechtigde speler had opgesteld. Katelijne tekende evenwel beroep aan en mocht uiteindelijk in Vierde klasse blijven. Zonder Swinnen weliswaar, want die had op dat moment al getekend bij KV Mechelen, de club waar hij in het verleden al meer dan twintig jaar aangesloten was.
Swinnen werkte van 2012 tot 2020 als assistent-trainer bij KV Mechelen. Nadien ging hij aan de slag als Head of Performance and Development onder sportief directeur Dennis Henderickx. In die hoedanigheid werd hij een van de drijvende krachten achter de samenwerking tussen KV Mechelen en Helmond Sport.
Na het ontslag van Wil Boessen in februari 2022 werd Swinnen tijdelijk hoofdtrainer van Helmond Sport, dat op dat moment hekkensluiter was in de Keuken Kampioen Divisie. Zijn aanstelling deed meteen stof opwaaien in Nederland: zo vond Guus Hiddink het als voorzitter van de vakvereniging Coaches Betaald Voetbal "onacceptabel" dat Swinnen werd aangesteld zonder dat er een vertrekregeling was getroffen met zijn voorganger. In de eerste wedstrijd onder Swinnen verloor Helmond Sport kansloos van koploper FC Volendam – na 36 minuten stond het al 4-0 voor de Volendammers. Vier dagen later boekte Helmond Sport wel een stuntzege tegen FC Emmen, de nummer twee in de stand. Helmond Sport eindigde onder Swinnen uiteindelijk laatste in de Eerste divisie. Desondanks tekende Swinnen na afloop van het seizoen wel voor twee seizoenen bij. Op 25 oktober 2022 werd Swinnen na tegenvallende resultaten ontslagen.
Een maand na zijn ontslag bij Helmond Sport ging hij bij Oud-Heverlee Leuven aan de slag als assistent van hoofdtrainer Marc Brys. Na afloop van het seizoen 2022/23 keerde hij terug naar KV Mechelen, waar hij opnieuw coördinator van de bovenbouw werd. In december 2023 raakte bekend dat Swinnen die job vanaf het seizoen 2024/25 zou combineren met die van trainer van Sporting Kampenhout. Deze samenwerking was weliswaar geen lang leven beschoren: nog voor de seizoensstart werd de samenwerking tussen Swinnen en tweedeprovincialer Kampenhout in onderling overleg stopgezet.
1 De Wolf ·
3 Marsà ·
4 Raemaekers ·
6 Touba ·
7 Hairemans ·
8 Konaté ·
9 Ngoy ·
10 Dahl ·
11 Storm ·
13 Vanheusden ·
14 Raman ·
15 Thoelen ·
16 Schoofs ·
17 Belghali ·
19 Mrabti ·
20 Lauberbach ·
21 Welsh ·
22 Mirás ·
23 Foulon ·
27 Vanrafelghem ·
29 Van den Eynden ·
31 Annell ·
32 Aziz ·
33 Hammar ·
35 Bafdili ·
36 Yeboah ·
38 Antonio ·
40 Van Hof ·
77 Pflücke ·
Coach: Vanderbiest
· Assistent-coach: ?